# 欧特 (阿登省)
欧特（法語：Authe，法語發音：[ot]）是法国大東部大區阿登省的一个市镇，属于武济耶区。

## 地理
欧特（49°27'33"N, 4°52'44"E）面积9.47 平方千米，位于法国大東部大區阿登省，该省份为法国北部内陆省份，西接埃纳省，南至马恩省，东临默兹省，北与比利时接壤。
与欧特接壤的市镇（或旧市镇、城区）包括：欧特吕什、巴尔河畔贝尔维尔和沙蒂永、巴尔河畔布略勒、热尔蒙、圣皮埃尔蒙。

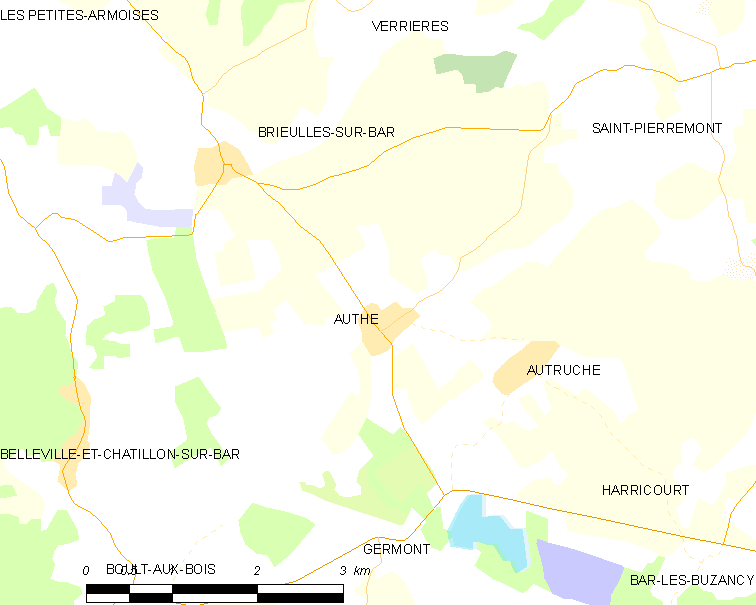
的OSM定位图

欧特的时区为UTC+01:00、UTC+02:00（夏令时）。

## 行政
欧特的邮政编码为08240，INSEE市镇编码为08033。

## 政治
欧特所属的省级选区为武济耶县。

## 人口

1962-2008年间人口变化图示

欧特于2022年1月1日时的人口数量为93人。